# Cigánd
Cigánd é uma cidade da Hungria, situada no condado de Borsod-Abaúj-Zemplén. Tem 56,76 km² de área e sua população em 2019 foi estimada em 3.009 habitantes.